# HMS Pennywort (K111)
HMS Pennywort (K111) je bila korveta razreda flower Kraljeve vojne mornarice, ki je bila operativna med drugo svetovno vojno.

## Zgodovina
Ladjo so leta 1947 prodali in jo nato februarja 1949 razrezali v Troonu.